# Oerlikon-Bührle
La Werkzeugmaschinenfabrik Oerlikon, Bührle & Co. (in precedenza Werkzeugmaschinenfabrik Oerlikon), fu un'azienda svizzera produttrice di armi da fuoco.
Nata nel 1906 dalla Maschinenfabrik Oerlikon, la sua sede era nei dintorni di Oerlikon, divenuto nel 1934 un quartiere della città di Zurigo.
Nel 1973 divenne Oerlikon-Bührle Holding AG, conosciuta come Oerlikon-Bührle. Dopo diverse ristrutturazioni divenne nel 2006 della Unaxis, OC Oerlikon.

## Storia

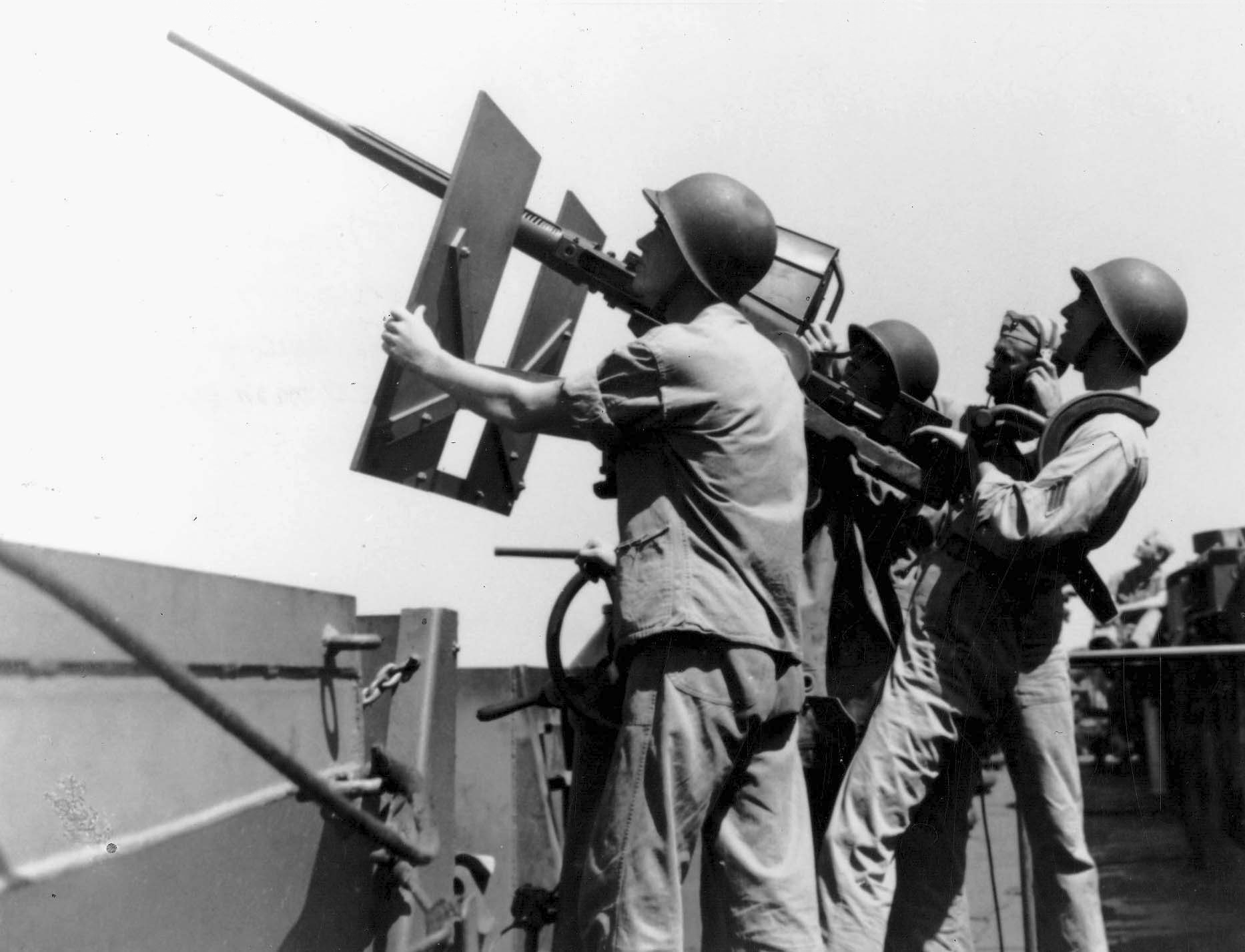
20-mm-Oerlikon-Flugabwehrkanone sulla US-Navy USS Enterprise (CV-6) (maggio 1943)

Nel 1906 viene fondata la Schweizerische Werkzeugmaschinenfabrik Oerlikon (SWO) dal 1923 appartenente al gruppo Magdeburger Werkzeugmaschinenfabrik. Il tedesco Emil Georg Bührle, come procuratore nel 1924 da Magdeburgo andò a Oerlikon, ove venne costruito il 20-mm-Oerlikon-Kanone; venne creata nel 1929 la Werkzeugmaschinenfabrik Oerlikon. Lo Oerlikon-Kanone venne offerto anche come anticarro, antiaereo a bordo nave e bordo aereo. Venne esportato in tutto il mondo tra le due guerre. Negli anni '30 l'azienda divenne la principale del settore difesa in Svizzera.

### Anni '20
I paesi principali produttori di armi furono Francia, Regno Unito ed USA con il 76,9 per cento (1924) e 65,1 percento (1929) del mercato. Francia e Inghilterra non importarono armi negli anni '20, solo grosse commesse del 2,5 per cento e 5 per cento furono messe in atto da Giappone, Paesi Bassi ed USA. A partire dalla metà degli anni '30 le principali nazioni erano tutte in riarmo contro il Terzo Reich.
La produzione della WO tra le due guerre mondiali era orientata ad una attenta politica estera. La produzione svizzera era orientata inizialmente all'esportazione, successivamente dal 1938 alcune leggi statali imposero una focalizzazione sulle necessità nazionali a discapito delle esportazioni.

### Anni '30
La proibizione delle esportazioni con le leggi del 1936, in piena guerra civile spagnola, fu bilanciata dalle esportazioni verso il Messico. Vennero pubblicizzate dai media dell'epoca forniture di armi da parte di WO ai repubblicani spagnoli. All'Abissinia vennero consegnate armi fino al 1935, poco prima delle leggi proibizioniste. Anche armi verso l'Italia vennero contrabbandate.
Ne 1929 ci fu un contratto per più di cento cannoni alla Cina. Le esportazioni furono limitate dalle lotte per l'Anschluss austriaca e per la Sudetenkrise, per i Paesi baltici, la Cecoslovacchia e la Grecia. Grosse commesse furono fatte da Francia, Paesi Bassi ed Inghilterra.
Dal 1936 entra in società la Svizzera. In Francia, Germania, Italia, Giappone ed Inghilterra vengono sviluppate in cooperazione armi (1932/33 con Hispano-Suiza, Francia), (1932/33 con Scotti-Isotta-Fraschini 20/70, Italia), su licenza (1936 in Germania e Giappone, 1939 in GB) e acquisizioni (dal 1934 al 1939 Ikaria, Gesellschaft für Flugzeugzubehör mbH a Berlino; Costruttore del 20-mm-Maschinenkanone MG FF).
L'azienda divenne il più grande costruttore di armi della Svizzera con oltre 2.000 dipendenti nel 1939.
Nel 1939 viene fondata con dei soci la Pilatus-Flugzeugwerke a Stans. La diversificazione del business da parte di Emil G. Bührles verso il settore civile ebbe successo. La produzione della Pilatus-Werke durante la guerra non ebbe grandi numeri. Commesse arrivarono alla WO per il secondo armistizio di Compiègne nel giugno 1940 per artiglierie – da parte di Francia e Gran Bretagna. Questi paesi diedero 250 milioni di franchi svizzeri. Vennero consegnati anche alla Schweizer Armee i 20-mm-Oerlikon-Kanonen.
Dopo che la Bührle nel 1937 divenne statale, l'azienda venne allontanata dalla berlinese Ikaria-Gesellschaft per questioni di autarchia. Italia e Germania produssero cannoni da 20mm (Mauser, Rheinmetall, Società Italiana Ernesto Breda per Costruzioni Meccaniche). Vi fu pressione della WO nell'estate 1940 sul Governo svizzero per poter commercializzare il cannone da 20mm alle Potenze dell'asse. Questa viene vista oggi come una violazione della neutralità svizzera dell'epoca da parte di E. G. Bührle.

#### Produzione per le Potenze dell'Asse
Venne fornito il cannone da 20mm per le potenze dell'Asse.
Per tutte le nazioni coinvolte – Germania, Italia e Romania – le vendite raggiunsero tra il gennaio 1940 e il 1944 la cifra di 543,4 milioni di franchi svizzeri dell'epoca e un numero di 7.013 pezzi venduti, 14.758.489 munizioni, 12.520 canne di ricambio e 40.092 caricatori. Nel 1943 e 1944 le consegne si fermarono a causa delle mancate autorizzazioni dal Ministero degli esteri. Vennero poi consegnati su autorizzazione del Ministero come „Schlüssellieferungen“.
Dal 1944 l'azienda entrò nella lista nera degli Alleati causa debiti insoluti da Germania e Italia. Durante la proibizione della vendita di armi alla Germania e all'Italia, dall'autunno 1944 e per i successivi cinque anni, Emil G. Bührle finanziò personalmente l'azienda che era "con l'acqua alla gola".

### Dal dopoguerra ad oggi

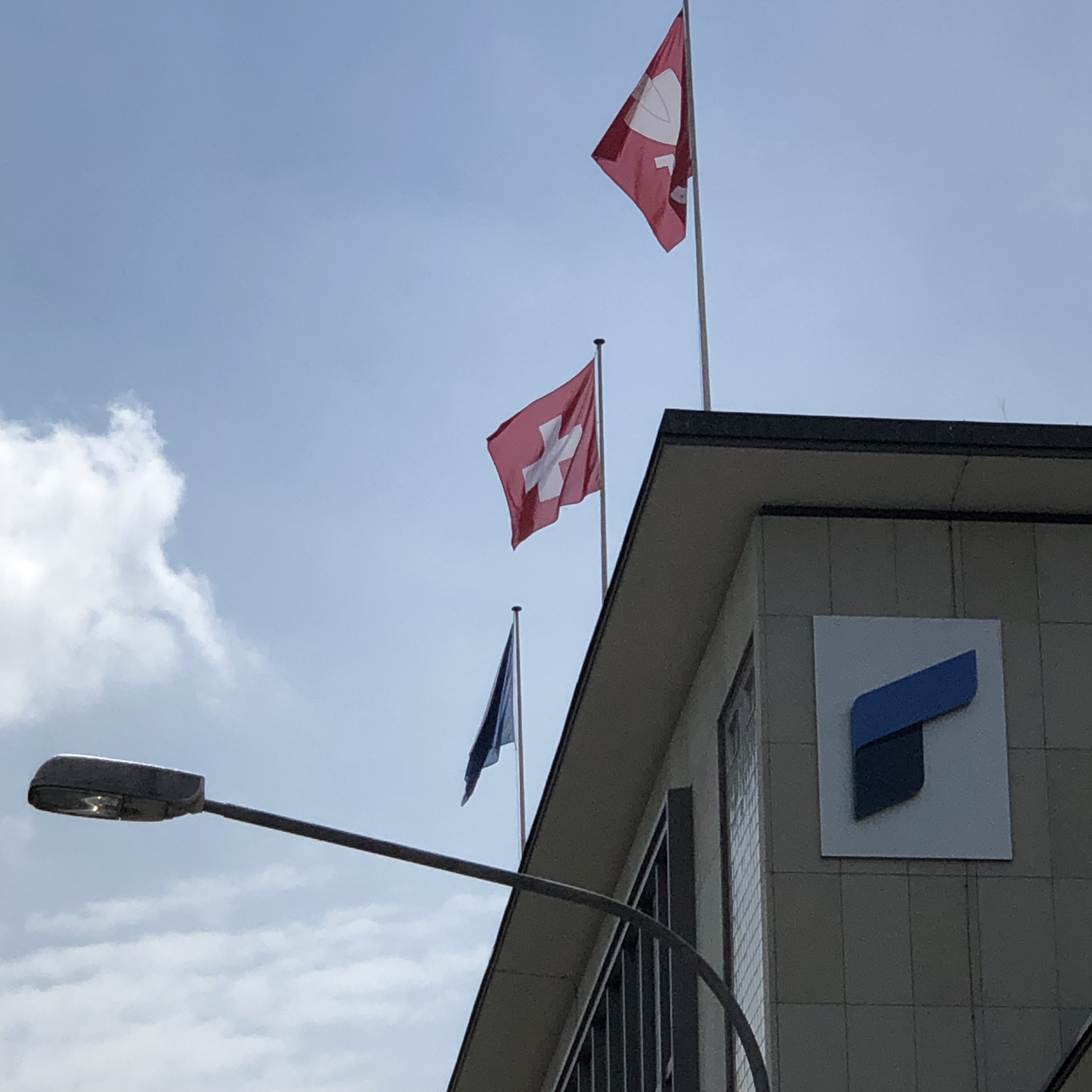
Rheinmetall Air Defence ad Oerlikon

Nel 1946 viene fondata la fabbrica a Balzers. L'azienda si specializza nel settore che ora è della Unaxis. La Oerlikon-Contraves sviluppa la Lenkwaffe RSA, il Lenkwaffensystem RSC/D, il Lenkwaffe RSE Kriens e il missile sperimentale Zenit. L'Oerlikon-Contraves Mosquito viene sviluppato come arma anticarro. Nel 1957 vengono sviluppati sistemi a vuoto a Trübbach. Dal 1964 Oerlikon-Contraves si occupa di aerospazio; sviluppa i satelliti europei della European Space Research Organisation ESRO-1. Nel 1967 viene lanciato il primo esemplare del missile Zenit. Nel 1973 nasce la Oerlikon-Bührle Holding AG e quotata nella Schweizer Börse. Tre anni più tardi viene inglobata la Balzers AG. Oerlikon-Bührle-Gruppe nel 1980 conta 37.000 dipendenti. Nel 1991 la società crea ADATS e con la fine della guerra fredda si concentra sulle alte tecnologie, beni di consumo e servizi. Nel 1994 acquisisce la Leybold-Gruppe creando con Balzers una società specializzata nella tecnologia del vuoto per film sottili, la Balzers & Leybold.
Nel 1999 l'azienda si focalizza sul settore difesa con la Oerlikon Contraves Defence e la tedesca Rheinmetall DeTec – oggi Rheinmetall Air Defence AG – sulla catena calzaturiera Bally e sul Texas Pacific Group. Viene creata la Contraves Space. La Oerlikon-Bührle Immobilien AG diventa della Allreal Holding come Allreal Generalunternehmung AG. Nel gennaio 2000 la Oerlikon-Bührle entra in Unaxis e nel settembre 2006 in OC Oerlikon AG. Contemporaneamente Contraves Space diventa Oerlikon Space. Nel 2009 viene acquisita la RUAG da parte della Oerlikon Space.

### Oerlikon Italiana
La Oerlikon Italiana del gruppo Oerlikon-Bührle fu fondata a Milano nel 1948 e inizialmente specializzata in macchine di precisione. Negli anni '60 entra nell'ambito difesa, progettando e costruendo cannoncini da 20-25-35mm, e parti meccaniche per la Contraves Italiana. La produzione di macchine utensili finisce negli anni '80.
Nel 1993 avviene la fusione tra Contraves Italiana S.p.A e Oerlikon Italiana S.p.A. creando Oerlikon Contraves S.p.A.
Nel 1999 Oerlikon Contraves S.p.A. viene acquisita dalla Rheinmetall AG, e inquadrata nella divisione difesa Rheinmetall.
Nell'agosto 2007 Oerlikon Contraves S.p.A. cambia nome in Rheinmetall Italia S.p.A.